# Prunelli-di-Fiumorbo
Prunelli-di-Fiumorbo es una comuna y población de Francia, en la región de Córcega, departamento de Alta Córcega.
Su población en el censo de 1999 era de 2.745 habitantes.

## Demografía
| 1 186 | 1 536 | 1 608 | 2 339 | 2 647 | 2 745 |
| Para los censos de 1962 a 1999 la población legal corresponde a la población sin duplicidades (Fuente: INSEE [Consultar]) |       |       |       |       |       |